# وزنه‌برداری در المپیک تابستانی ۱۹۵۶
وزنه‌برداری در بازی‌های المپیک تابستانی ۱۹۵۶ نام رویداد ورزش وزنه‌برداری در بازی‌های المپیک تابستانی بود که در سال ۱۹۵۶ برگزار شد. این مسابقات از ۷ بخش تشکیل شده بود که فقط برای مردان بود و در ملبورن، استرالیا برگزار شد.
ایالات متحده آمریکا توانست با کسب ۴ طلا و ۲ نقره و ۱ برنز برنده این مسابقات شود.

## مدال‌آوران
| بازی‌ها             | طلا                               | نقره                            | برنز                           |
| Bantamweight       | چارلز وینچی · ایالات متحده آمریکا | ولادیمیر استوگوف · اتحاد شوروی  | محمود نامجوی · ایران           |
| Featherweight      | آیساک برگر · ایالات متحده آمریکا  | یوگنی مینایف · اتحاد شوروی      | ماریان زیلینسکی · لهستان       |
| Lightweight        | ایگور ریباک · اتحاد شوروی         | راویل خابوتدینوف · اتحاد شوروی  | کیم چانگ-هی · کره جنوبی        |
| Middleweight       | فئودور بوگدانوفسکی · اتحاد شوروی  | پیت جورج · ایالات متحده آمریکا  | ارمانو پینیاتی · ایتالیا       |
| Light-heavyweight  | تامی کونو · ایالات متحده آمریکا   | واسیلیس استپانوفس · اتحاد شوروی | جیم جورج · ایالات متحده آمریکا |
| Middle-heavyweight | آرکادی ووروبیوف · اتحاد شوروی     | دیو شپارد · ایالات متحده آمریکا | ژان دوبوف · فرانسه             |
| Heavyweight        | پل اندرسون · ایالات متحده آمریکا  | اومبرتو سلوتی · آرژانتین        | آلبرتو پیگایانی · ایتالیا      |

## جدول مدال‌ها
| رتبه | کشور                      | طلا | نقره | برنز | مجموع |
| ۱    | ایالات متحده آمریکا (USA) | ۴   | ۲    | ۱    | ۷     |
| ۲    | اتحاد شوروی (URS)         | ۳   | ۴    | ۰    | ۷     |
| ۳    | آرژانتین (ARG)            | ۰   | ۱    | ۰    | ۱     |
| ۴    | ایتالیا (ITA)             | ۰   | ۰    | ۲    | ۲     |
| ۵    | فرانسه (FRA)              | ۰   | ۰    | ۱    | ۱     |
| ۵    | ایران (IRI)               | ۰   | ۰    | ۱    | ۱     |
| ۵    | لهستان (POL)              | ۰   | ۰    | ۱    | ۱     |
| ۵    | کره جنوبی (KOR)           | ۰   | ۰    | ۱    | ۱     |
|      | مجموع                     | ۷   | ۷    | ۷    | ۲۱    |